# Buzdovan
Buzdovan (tur. buzdogan) je hladno oružje za blisku borbu, koje je nastalo usavršavanjem drevne toljage. Nastao je tako što je bat zadebljan na jednom kraju u obliku kugle. U tu kuglu se kasnije stavljalo kamenje ili metalni šiljci. Kasnije se izrađivao od metala.
Hrvatski nazivi za buzdovan su specifični. Osnovni buzdovan, s drškom i metalnom kuglom ili pojačanjem, no bez lanca, naziva se bat. Buzdovan s kuglom na lancu se zove bojni ili ratni mlat, budući da sliči na istoimeno poljoprivredno oruđe. Buzdovan s listovima/perima pričvršćenima da dršku, kao na slici zdesna, naziva se šestoper.